# Indoscelimena saussurei
Indoscelimena saussurei är en insektsart som först beskrevs av Hancock, J.L. 1915.  Indoscelimena saussurei ingår i släktet Indoscelimena och familjen torngräshoppor. Inga underarter finns listade i Catalogue of Life.